# Tập thể lãnh thổ
Tập thể lãnh thổ (tiếng Pháp: collectivité territoriale) cũng gọi là lãnh thổ quyền là cơ chế của chính phủ Pháp phân định pháp quyền tự trị cho đơn vị địa phương qua chính quyền dân cử của khu vực đó chiếu theo Điều 72 trong Hiến pháp Cộng hòa Pháp 1958.
Ý niệm này được áp dụng cho từng cấp một để thực hiện nền tảng dân chủ địa phương vì theo Hiến pháp thì Pháp là một quốc gia nhất thể nhưng bằng cách lập ra các tập thể lãnh thổ, Pháp có thể kết hợp những lãnh thổ hải ngoại vào guồng máy hành chính mà không bị phân quyền.
| Tập thể lãnh thổ của Pháp                                                        | Tập thể lãnh thổ của Pháp                                                              | Tập thể lãnh thổ của Pháp                                                           |
| Phân bộ (vùng, miền)                                                             | Thị xã                                                                                 | Nông thôn                                                                           |
| -------------------------------------------------------------------------------- | -------------------------------------------------------------------------------------- | ----------------------------------------------------------------------------------- |
| Hội đồng phân bộ                                                                 | Hội đồng thị xã                                                                        | Hội đồng nông thôn                                                                  |
| Đầu phiếu phổ thông mỗi 5 năm                                                    | Đầu phiếu phổ thông mỗi 5 năm                                                          | Đầu phiếu phổ thông mỗi 5 năm                                                       |
| Chủ tịch 2 phó chủ tịch 2 thư ký Nghị viên phân bộ (50-70 người tùy theo dân số) | Thị trưởng 1-2 phó thị trưởng nghị viên hội đồng thị xã (26-100 người tùy theo dân số) | Chủ tịch 2 phó chủ tịch nghị viên hội đồng nông thôn (80-100 người tùy theo dân số) |

Tập thể 